# Nikolai Trubetskoi
Nikolai Trubetskoi (rus: Николай Сергеевич Трубецкой)  (Moscou, 4 d'abril de 1890 (Julià) - Viena, 25 de juny de 1938), nom complet amb patronímic Nikolai Serguéievitx Trubetskoi, rus: Николай Сергеевич Трубецкой, fou un eminent lingüista rus, pare de la fonologia estructural.

## Biografia
D'origen noble (el seu pare era el príncep Serguei Nikolàievitx Trubetskoi), va ser un nen prodigi que es va decantar molt aviat per l'estudi de l'etnologia i les llengües de Sibèria, els Urals i el Caucas. Finalment es va especialitzar en gramàtica comparada i fonologia. A Moscou va polemitzar contra l'atomisme conceptual dels neogramàtics i va assimilar críticament les idees de Ferdinand de Saussure, en les quals va imprimir una concepció teleològica d'arrel hegeliana. Entre 1920 i 1922 ensenyà en la càtedra de lingüística indoeuropea de la Universitat de Sofia i començà la seva correspondència amb el seu amic i també lingüista Roman Jakobson. El 1922 fou cridat a la càtedra de filologia eslava de Viena, on ensenyà fins a la fi dels seus dies. El 1928 Jakobson i Trubetskoi ingressaren al Cercle Lingüístic de Praga, creat el 1926. El 1938 va ser expulsat de la seva càtedra de Viena pels nazis, tot just uns mesos abans de la seva mort per angina de pit.

## Obres
La seva obra principal, incompleta, són els Principis de fonologia, publicada pòstumament el 1939 pel Cercle de Praga, un llibre clau per a la fonologia moderna. La fonologia actual (1933), Introducció a les descripcions fonològiques (1935) i La neutralització de les oposicions fonològiques (1936) són algunes de les seves altres obres.